# Matczerka
Matczerka (ros. Матчерка) – wieś (sieło) w Rosji, w obwodzie penzeńskim, w rejonie ziemietczińskim. W 2010 liczyła 1046 mieszkańców.